# Peter Michael Lingens

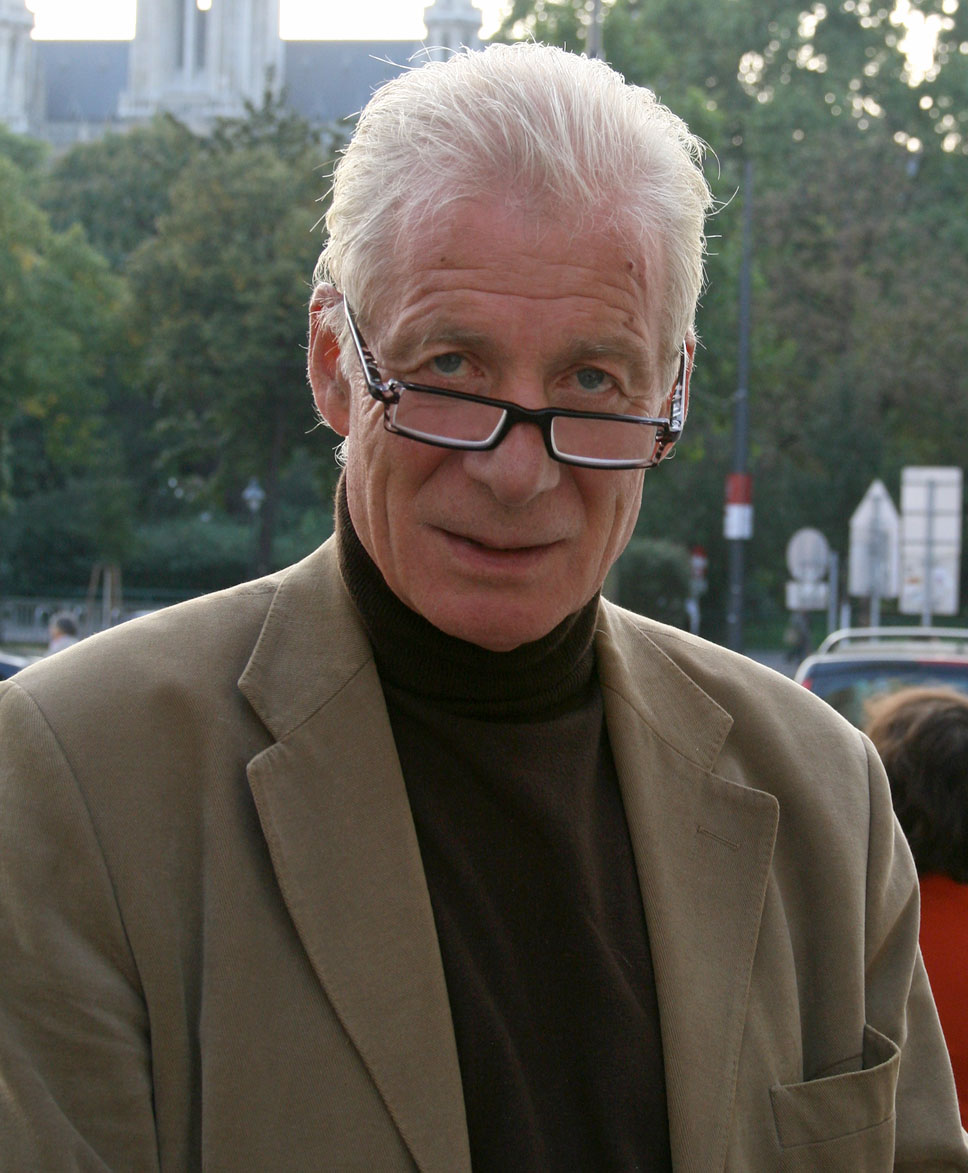
Peter Michael Lingens (2009)

Peter Michael Lingens (* 8. August 1939 in Wien) ist ein österreichischer Journalist. Er ist der Sohn von Ella und Kurt Lingens, zwei Widerstandskämpfern gegen das NS-Regime.

## Leben
Nach der Matura und dem Bundesheer arbeitete Lingens als Redakteur bei der Arbeiter-Zeitung. Nach einem Zwischenspiel in einem Institut für Markt- und Motivforschung in München wurde er Gerichtssaalberichterstatter des Kurier. Von Oscar Bronner als Chefredakteur zum neu gegründeten profil bestellt, wurde er nach dessen Ausscheiden bis 1987 Herausgeber des Nachrichtenmagazins.
1987 gründete Lingens die Wochenzeitung Klex, die 1. Österreichische Kinderzeitung für Politik, Wirtschaft & Kultur, nach dem Vorbild des französischen Journal des enfants. Zunächst am Kiosk erhältlich, erschien Klex ab September 1988 in Kooperation mit dem Österreichischen Buchklub der Jugend 14-täglich für dessen Mitglieder. Im September 1989 gesellte sich die Mutation Topic mit anderer Titelgeschichte und einem Wirtschaftsteil für ältere Schüler dazu. Im September 1990 kam es zu einer Rochade mit der Zeitschrift JÖ des ÖJRK. Anstatt mit zwei konkurrierenden Magazinen (Klex/Topic und JÖ) den Spagat für alle Altersstufen von 10 bis 16 Jahren zu machen, taten sich der Buchklub der Jugend und das ÖJRK zusammen: (Klex-)Topic wurde das Magazin des ÖJRK für die älteren Schüler und JÖ das für die jüngeren.
1990 übernahm Lingens die Herausgeberschaft und Chefredaktion der österreichischen Ausgabe der deutschen Wirtschaftswoche. Danach wechselte er 1993 in die Chefredaktion des Standard, aus der er 1994 wieder ausschied, aber weiterhin Kommentare für die Zeitung verfasste. Grund für das Ausscheiden war eine Affäre, bei der Lingens durch einen Freund bei einem Wiener Staatsanwalt interveniert hatte, um die Einstellung eines Strafverfahrens zu erreichen. Im folgenden Verfahren wegen „versuchter Anstiftung zum Amtsmissbrauch“ wurde er freigesprochen. 1997 schrieb er gemeinsam mit Christian Fiala ein Buch, in dem die wissenschaftlichen Erkenntnisse zu HIV und AIDS in Frage gestellt wurden (siehe auch AIDS-Leugnung).
Lingens übernahm von 1997 bis 2000 eine Professur für Journalismus an der Donau-Universität Krems und lehrte an der Journalismus-Akademie in Wien. Von 2001 bis Mai 2017 war er als Kolumnist erneut für profil tätig. Seit Mitte Juni 2017 erscheinen seine Kolumnen in der Wochenzeitung Falter.
Lingens verband eine enge Freundschaft mit dem Holocaust-Überlebenden Simon Wiesenthal. Er trug als persönlicher Sekretär des „Nazi-Jägers“ viel dazu bei, aus Wiesenthal einen Kommunikator zu machen. Als Bruno Kreisky Simon Wiesenthal im Zuge der Kreisky-Peter-Wiesenthal-Affäre als V-Mann der Gestapo verdächtigte, nannte Lingens das in einem Kommentar des profil „ungeheuerlich, unmoralisch und opportunistisch“. Weil Kreisky als Bundeskanzler kritisiert wurde, wurde das Presseverfahren als Offizialdelikt verhandelt und Lingens wurde in Österreich in letzter Instanz zu einer Geldstrafe von 30.000 Schilling verurteilt. In der Urteilsbegründung vertrat das Oberlandesgericht Wien den Standpunkt, ein Journalist hätte sich jeder „Wertung“ zu enthalten.
Zehn Jahre später hob der Europäische Gerichtshof für Menschenrechte (EGMR) diese Verurteilung in einem Urteil auf, das erhebliche Bedeutung für die Berichterstattung im gemeinsamen Raum erlangte. Der EGMR stellte klar, dass dann, wenn ein Sachverhalt korrekt dargestellt wird, der Journalist selbstverständlich zu moralischen Wertungen berechtigt ist, vorausgesetzt, dass er sie in Worten vorbringt, die als angemessen angesehen werden können. Ein sehr kritischer Sachverhalt, der kritisch zu bewerten jedenfalls möglich ist, darf daher mit entsprechend harten Worten kritisiert werden.
Als Elfriede Jelinek 1985 mit ihrem Stück Burgtheater die nationalsozialistische Vergangenheit des Burgtheaters und seiner Bühnenstars Wessely und Hörbiger thematisierte, formierte sich eine breite mediale Kritik, der sich auch Lingens anschloss. Er sprach sich energisch gegen das Stück aus und begründete dies mit dem hohen Alter der im Stück bloßgestellten Schauspieler.
Peter Michael Lingens lebt mit seiner Frau Eva und seinem jüngsten Sohn Eric in Österreich und Spanien.

## Werke

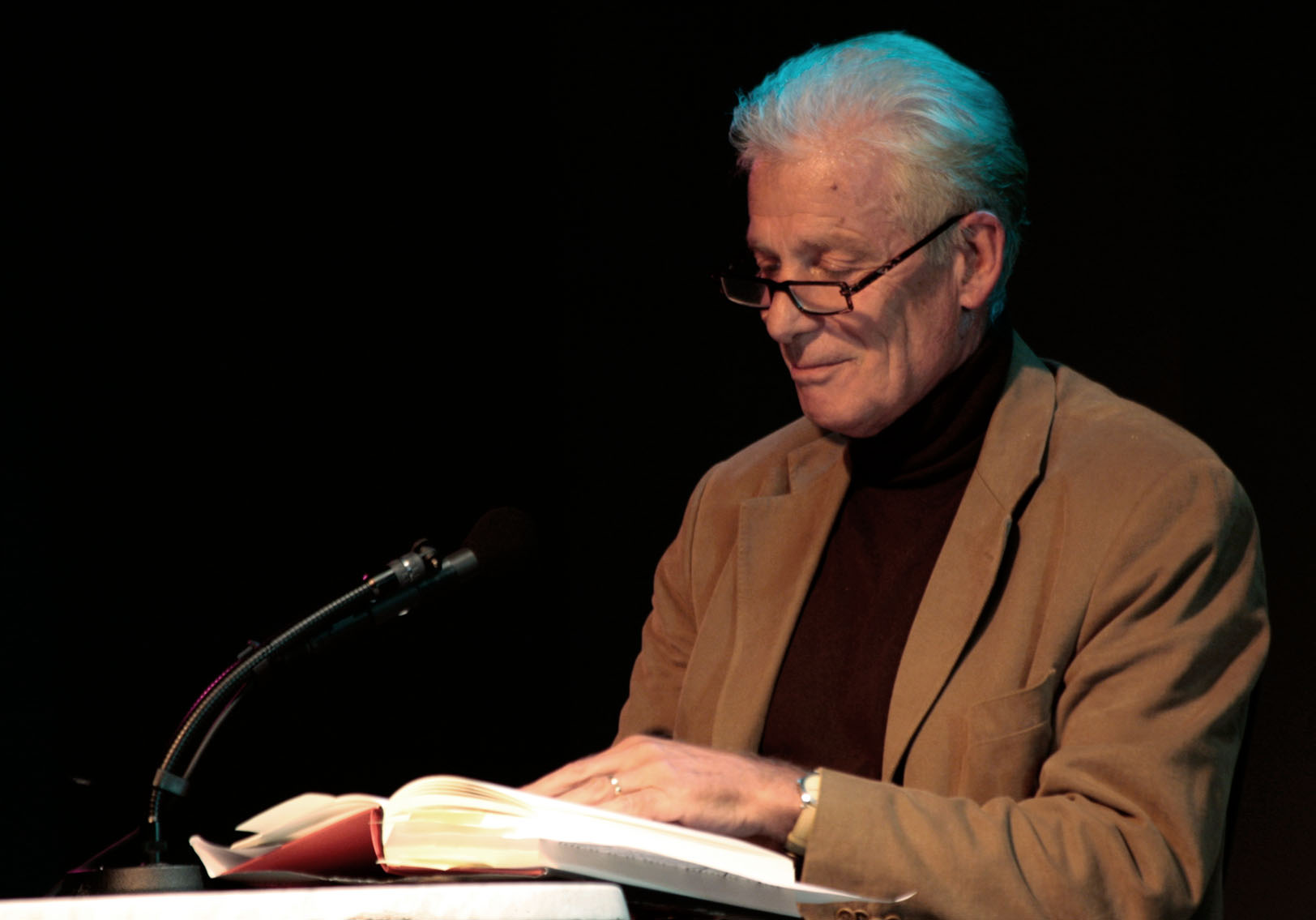
Peter Michael Lingens liest aus Ansichten eines Außenseiters (2009)

Bekannt wurde Peter Michael Lingens für die Präzision seiner Argumentation, die er über die Jahre in unzähligen Kommentaren unter Beweis stellte. Lingens ist der Autor mehrerer Bücher, u.a:
- Auf der Suche nach den verlorenen Werten in Politik, Kunst, Moral und Gesellschaft. Orac, Wien 1986, ISBN 3-7015-0062-2.
- Begegnungen. Kremayr & Scheriau, Wien 1995, ISBN 3-218-00601-5.
- Wehrloses Österreich? Molden Verlag, Wien 2000, ISBN 3-85485-042-5.
- Ansichten eines Außenseiters. Kremayr & Scheriau, Wien 2009, ISBN 3-218-00797-6.
- Drogenkrieg ohne/mit Ausweg. Kremayr & Scheriau, Wien 2011, ISBN 3-218-00820-4.
- Zeitzeuge eines Jahrhunderts: eine Familiengeschichte zwischen Adolf Hitler, Bruno Kreisky, Donald Trump und Wladimir Putin. Böhlau, Wien 2023, ISBN 978-3-205-21810-4.

## Auszeichnungen
- 2020: Journalist des Jahres 2019 für das Lebenswerk[12]